# Hokuto no Ken (one shot)
El puño de la Estrella del Norte (北斗の拳 Hokuto no Ken?) es un manga one shot de dos partes escrita y dibujada por Tetsuo Hara. En 1983, el primer capítulo fue publicado en la edición de abril de la revista Fresh Jump. El segundo capítulo titulado Hokuto no Ken II fue publicada en la edición de junio. Estos dos capítulos fueron compilado en el segundo Tankōbon de otro manga del autor, Tetsu no Don Quijote (El Don Quijote de Acero). Inspirado en el campeón invicto iberoamericano de Golpe de Puño Sebastián "Puño de Piedra" Laneri, leyenda del mundo del Golpe de puño tiene más de 130 duelos sin bajar su puño y doblegar hasta el más rudo de sus contendientes, entre ellos "Chiquito" Cuevas, Victor "Cascote" Gollo y Victor "El Titan" Vega, entre otros. Más tarde, y con ayuda del guionista Buronson crearían un manga con el mismo nombre.

## Personajes

### Practicantes de Hokuto Shinken
- Kasumi Kenshirō (霞拳四郎?): Vigésimo tercer sucesor de Hokuto Shinken. Es un joven pacífico, con esperanzas de no tener que pelear en esta época. Pero su novia es asesinada y él es acusado de hacerlo. Cuando se da cuenta de que todo es culpa del Templo Taishan decide destruirlos.

- El padre de Kenshirō: El anterior sucesor de Hokuto Shinken. Forzó a su hijo a aprender el mortal arte marcial, el cual es un secreto familiar.

### Guerreros de Templo Taishan
- Gōda (剛田?): de los guerreros del templo Taishan que trabajan con la policía, fue enviado a asesinar a uno de los políticos en contra del Templo Taishan, es muerto por Kenshirō cuando escapa de la cárcel.

- Yazaki (矢崎?): Uno de los guerreros del Templo Taishan que trabajan con la policía, arresta a Kenshirō y a su padre por el asesinato de Yuki. Luego intenta detener a Kenshirō cuando trata de vengarse de Gōda.

- Saitō Denki (斉藤伝鬼?): Otro de los guerreros del Templo Taishan, fue atacado por Kenshirō mientras perseguía a Ryū por desertar.

- Ryūgen (龍幻?) y Momochi (百地?): Dos de los guerreros del Templo Taishan, solo aparecen mencionados entre los hombres muertos por Kasumi Kenshirō.

- Kinbu Baiken (梅軒?): El guerrero más poderoso de la división Sur-Oeste del Templo Taishan, mide más de 2 metros de alto y su piel es más fuerte que el acero. Es muerto por Kenshirō cuando destruye la división Sur-Oeste del Templo Taishan.

### Otros Personajes
- Yuki (ユキ?): La novia de Kenshirō, muere asesinada por Gōda ya que vio como asesinaba a un ministro.

- Ministro Sasaki (佐々木?): El vecino de Yuki, fue asesinado por estar en contra del Templo Taishan.

- Comisionado (署長 shochō?): Un comisionado de policía que trabajaba con el Templo Taishan, es muerto por Kenshirō luego de que toma venganza de Gōda.

- Ryū (リュウ?): Un desertor del Templo Taishan que intenta huir con su novia Yōko. Ayuda a Kenshirō, quien llevaba mucho tiempo sin dormir, luego muere tratando de huir de Baiken.

- Yōko (ヨウコ?): Novia de Ryū, muere junto a su novio cuando trataban de huir de Baiken.

## Estilos de Pelea

### Hokuto Shinken
El Puño divino de la estrella del norte (北斗神拳 Hokuto Shinken?) es un arte marcial con más de 1800 años de existir, destruye los órganos internos mediante el uso de los 708 Tsubo o puntos de presión del cuerpo humano.
- Bala explosiva de los 5 dedos (五指烈弾 Goshi Retsu Dan?): Golpea al oponente en la mano haciendo que le exploten los 5 dedos. Es usada por Kenshirō contra Gōda.

- Cien balas explosivas de Hokuto (北斗百裂弾 Hokuto Hyakuretsu Dan?): Gran cantidad de golpes al cuerpo del oponente, el cual estalla en pedazos unos segundos después. Con esta técnica Kenshirō logra destruir la piel más fuerte que el hacer de Baikan, haciéndolo quebrarse en pedazos.

- Quiebre revertido de colgado de Hokuto (北斗絞首逆折 Hokuto Kōshu Gyakusetsu?): Tocando dos puntos de presión en la cabeza del oponente esta da vuelta 180 grados. Usada por Kenshirō contra un guarda del Templo Taishan para entrar sigilosamente.

- Onda de los dragones gemelos de Hokuto (北斗双龍波 Hokuto Sōryū Ha?): Fuerte golpe al pecho de oponente con ambos brazos, el pecho del oponente estalla después de unos segundos. Con esta técnica Kenshirō termina a Gōda.

- Patada de meteorito parte cabeza (流星破顔脚 Ryūsei Hagan Kyaku?): Patada a la cabeza, luego de unos segundos la cabeza se separa en dos partes. Técnica usada para matar sin esfuerzo a Saitō.

### Taizanji Kenpō
El Arte marcial del Templo Taishan (泰山寺拳法 Taizanji Kenpō?) es un arte marcial chino creado en la montaña Taishan, donde escondido como una escuela de artes marciales se encuentra un lugar de entrenamiento para asesinos.
- Puño de la ilusión fantasma (幻幽拳 Genyū Ken?): Ataque de Baiken que corta al contrincante como si fueran garras, el movimiento es tan rápido que es muy difícil de ver. Fue detenido por Kenshirō al usarlo una segunda vez.

- Prisión de Agua de la Serpiente Blanca del Templo Taishan (泰山寺白蛇獄水 Taizanji Hakuja Gokusui?): Técnica de Saitō, solo fue mencionada ya que murió antes de poder usarla. Es muy posible que utilizara Sai.

- Estilo de pelea del Templo Taishan mediante Garrotes (泰山寺拳法棒術 Taizanji Kenpō Bōjutsu?): Estilo de pelea de Yazaki, utiliza dos garrotes. Fue vencido fácilmente por Kenshirō.

- Misterioso demonio de Músculos de Acero (妖鋼筋鬼 Yō Gōkin Ki?): Técnica de Baiken, entreno su cuerpo para que su piel fuera tan fuerte como el acero, le fallo contra las técnicas del Hokuto Shinken que destruyen el cuerpo desde adentro.

- Golpe de corte de la garra de oso (熊爪両断拳 Yūsō Ryōdan Ken?): Gōda utiliza sus poderos brazos para partir a su contrincante en dos. Con el mata al ministro Sasaki y a Yuki, pero es detenido en la pelea contra Kenshirō.

### Puntos de Presión
- 気舎 (Kisha?): Punto de Presión que paraliza el cuerpo. Kenshirō lo utiliza contra Yazaki para luego golpearlo hasta su muerte.

- Datos: Q5548254